# Косатухино
Косатухино — посёлок в Багратионовском районе Калининградской области. Входил в состав Пограничного сельского поселения, упразднённое муниципальное образование.

## История
Поселение Золлеккен впервые упоминается в 1407 году, населенный пункт Барзен — в 1425 году.
В 1950 году Барзен был переименован в поселок Касатухино, Золлеккен — в поселок Нижнее. В 1992 году поселок Нижнее вошел в состав Касатухина.

## Население
| 2010 |
| ---- |
| 2    |

В 1910 году в проживало 89 человека